# Список министров Кабинета министров Украины
Список персон, которые были министрами Кабинета министров Украины, управляющими делами Совета министров УССР с 1917 года.

## Генеральный писарь Генерального секретариата Украинской центральной Рады
| №    | Срок полномочий                 | Портрет | Имя, отчество, фамилия        |
| 1    | 15 июня 1917 — 21 августа 1917  |         | Павел Аникеевич Христюк       |
| 2    | 21 августа 1917 — 7 ноября 1917 |         | Александр Игнатьевич Лотоцкий |
| врио | 7 ноября 1917 — 22 января 1918  |         | Иван Иванович Мирный          |

## Государственный писарь Совета министров Украинской центральной Рады
| №    | Срок полномочий                 | Портрет | Имя, отчество, фамилия |
| врио | 22 января 1918 — 29 апреля 1918 |         | Иван Иванович Мирный   |

## Государственный писарь Совета министров Гетманского правительства Украины
| №    | Срок полномочий             | Портрет | Имя, отчество, фамилия           |
| 1    | 30 апреля 1918 — май 1918   |         | Михаил Львович Гижицкий          |
| врио | май 1918 — июль 1918        |         | Игорь Александрович Кистяковский |
| 2    | июль 1918 — 14 декабря 1918 |         | Сергей Владиславович Завадский   |

## Государственный писарь Совета народных министров директории Украины
| №    | Срок полномочий              | Портрет | Имя, отчество, фамилия       |
| врио | декабрь 1918                 |         | Илья Михайлович Снежко       |
| 1    | декабрь 1918 — 9 апреля 1919 |         | Михаил Агафонович Корчинский |
| врио | 9 апреля 1919 — август 1919  |         | Иван Николаевич Лызанивский  |
| врио | 31 мая 1920 — 13 января 1921 |         | Виктор Павлович Онихимовский |

## Генеральный писарь, управляющий делами Народного секретариата Украины
| № | Срок полномочий             | Портрет | Имя, отчество, фамилия    |
| 1 | декабрь 1917 — февраль 1918 |         | Юрий Федорович Лапчинский |

## Управляющий делами Временного рабоче-крестьянского правительства Украины
| № | Срок полномочий           | Портрет | Имя, отчество, фамилия |
| 1 | ноябрь 1918 — январь 1919 |         | Иван Михайлович Кудрин |

## Управляющий делами Совета Народных Комиссаров УССР
| №    | Срок полномочий                  | Портрет | Имя, отчество, фамилия          |
| 1    | февраль 1919 — декабрь 1919      |         | Моисей Лазаревич Грановский     |
| 2    | декабрь 1919 — февраль 1920      |         | Вениамин Иосифович Ермощенко    |
| 3    | февраль 1920 — май 1920          |         | Василий Лаврентьевич Захаров    |
| 4    | май 1920 — 1 сентября 1920       |         | Андрей Николаевич Ждан-Пушкин   |
| 5    | 1 сентября 1920 — 1 декабря 1920 |         | Николай Сергеевич Переверзев    |
| 6    | 1 декабря 1920 — август 1923     |         | Петр Кириллович Солодуб         |
| 7    | август 1923 — январь 1927        |         | Федот Федотович Бега            |
| 8    | январь 1927 — февраль 1932       |         | Яков Яковлевич Касьян           |
| 9    | 11 февраля 1932 — 11 апреля 1933 |         | Владимир Степанович Легкий      |
| 10   | апрель 1933 — июнь 1934          |         | Лев Соломонович Ахматов         |
| 11   | июнь 1934 — январь 1936          |         | Григорий Маркович Дроб          |
| врио | июль 1936 — август 1936          |         | Яким Андреевич Кричевцов        |
| врио | август 1936 — 2 сентября 1936    |         | Марк Яковлевич Йошпе            |
| 12   | 3 сентября 1936 — 2 января 1937  |         | Андрей Тимофеевич Гонтар        |
| 13   | 1 сентября 1937 — 5 мая 1938     |         | Поликарп Назарович Милько       |
| врио | май 1938                         |         | Николай Семёнович Горелов       |
| 14   | май 1938 — июнь 1940             |         | Александр Фёдорович Шинкарев    |
| врио | июнь 1940 — декабрь 1940         |         | Сильвестр Тимофеевич Сулима     |
| 15   | 31 декабря 1940 — 30 июля 1941   |         | Михаил Терентьевич Нижник       |
| врио | 31 июля 1941 — март 1942         |         | Аркадий Бернардович Улановский  |
| 16   | 8 марта 1942 — 19 марта 1945     |         | Александр Илларионович Савченко |
| 17   | март 1945 — 25 марта 1946        |         | Василий Евтихиевич Власенко     |

## Управляющий делами Совета министров УССР
| №    | Срок полномочий              | Портрет | Имя, отчество, фамилия      |
| 18   | 25 марта 1946 — 18 июля 1949 |         | Василий Евтихиевич Власенко |
| врио | июль 1949 — апрель 1950      |         | Иван Михайлович Джигомон    |
| 19   | апрель 1950 — август 1954    |         | Иван Иванович Вивдыченко    |
| 20   | 11 августа 1954 — май 1959   |         | Яков Тихонович Сирченко     |
| 21   | 4 мая 1959 — ноябрь 1988     |         | Константин Петрович Бойко   |
| 22   | 23 ноября 1988 — май 1991    |         | Владимир Юльевич Пехота     |

## Государственный секретарь Кабинета министров Украины
| № | Срок полномочий         | Портрет | Имя, отчество, фамилия  |
| 1 | май 1991 — февраль 1992 |         | Владимир Юльевич Пехота |

## Министры Кабинета министров Украины
| № | Срок полномочий                 | Портрет | Имя, отчество, фамилия           |
| 1 | февраль 1992 — октябрь 1992     |         | Владимир Юльевич Пехота          |
| 2 | 16 октября 1992 — 2 апреля 1993 |         | Анатолий Константинович Лобов    |
| 3 | апрель 1993 — сентябрь 1993     |         | Валерий Павлович Пустовойтенко   |
| 4 | сентябрь 1993 — июль 1994       |         | Иван Филиппович Доценко          |
| 5 | июль 1994 — июль 1997           |         | Валерий Павлович Пустовойтенко   |
| 6 | 25 июля 1997 — декабрь 1999     |         | Анатолий Владимирович Толстоухов |

## Правительственные секретари Кабинета министров Украины
| № | Срок полномочий            | Портрет | Имя, отчество, фамилия           |
| 6 | декабрь — 20 декабря 1999  |         | Анатолий Владимирович Толстоухов |
| 7 | декабрь 1999 — 7 июня 2001 |         | Виктор Иванович Лисицкий         |

## Государственные секретари Кабинета министров Украины
| № | Срок полномочий           | Портрет         | Имя, отчество, фамилия     |
| 8 | 30 мая 2001 — 3 июня 2003 | Володимир Яцуба | Владимир Григорьевич Яцуба |

## Министры Кабинета министров Украины
| №    | Срок полномочий                   | Портрет             | Имя, отчество, фамилия           |
| 8    | 3 июня 2003 — 9 июля 2003         | Володимир Яцуба     | Владимир Григорьевич Яцуба       |
| 9    | 31 июля 2003 — 29 января 2005     | Анатолий Толстоухов | Анатолий Владимирович Толстоухов |
| 10   | 23 марта 2005 — 27 сентября 2005  |                     | Пётр Николаевич Крупко           |
| 11   | 27 сентября 2005 — 4 августа 2006 |                     | Богдан Эммануилович Буца         |
| 12   | 4 августа 2006 — 18 декабря 2007  | Анатолий Толстоухов | Анатолий Владимирович Толстоухов |
| 13   | 18 декабря 2007 — 11 марта 2010   |                     | Пётр Николаевич Крупко           |
| 14   | 11 марта 2010 — 9 декабря 2010    | Анатолий Толстоухов | Анатолий Владимирович Толстоухов |
| 15   | 24 декабря 2012 — 4 июля 2013     |                     | Елена Леонидовна Лукаш           |
| врио | 4 июля 2013 — 27 февраля 2014     |                     | Владислав Валериевич Забарский   |
| 16   | 27 февраля 2014 — 2 декабря 2014  | Остап Семерак       | Остап Михайлович Семерак         |
| 17   | 2 декабря 2014 — 14 апреля 2016   |                     | Анна Владимировна Онищенко       |
| 18   | 14 апреля 2016 — 29 августа 2019  |                     | Александр Сергеевич Саенко       |
| 19   | 29 августа 2019 — 4 марта 2020    |                     | Дмитрий Александрович Дубилет    |
| 20   | 4 марта 2020 — 16 июля 2025       | Олег Немчинов       | Олег Николаевич Немчинов         |